# Greatest Hits (álbum de Aerosmith de 2008)
Greatest Hits es un recopilatorio doble de grandes éxitos del grupo Aerosmith, publicado en 2008.

## Lista de canciones

### Disco uno
1. Devil's Got a New Disguise
2. Falling in Love (Is Hard on the Knees)
3. I Don't Want to Miss a Thing [Pop Mix]
4. Jaded
5. Janie's Got a Gun
6. Walk This Way [Run-D.M.C. With Tyler,perry]
7. Crazy
8. Hole in My Soul
9. Love in an Elevator
10. Pink
11. Cryin'
12. Rag Doll
13. The Other Side
14. Amazing
15. Livin' on the Edge
16. Girls of Summer
17. Lay It Down
18. Just Feel Better (Santana Feat. Steven Tyler)

### Disco dos
1. Baby, Please Don't Go
2. Just Push Play (Radio Remix)
3. Sedona Sunrise
4. Nine Lives
5. Angel's Eyee
6. Sunshine
7. Full Circle
8. Can't Stop Messin'
9. Dude (Looks Like a Lady)
10. Fly Away from Here
11. Theme from Spider Man (Álbum Versión)
12. What Kind of Love Are You On
13. What It Takes
14. Walk on Water
15. Deuces Are Wild
16. Dream On
17. Hangman Jury
18. Blind Man
19. Angel

- Datos: Q5885097